# Щербакова, Нина Николаевна
Нина Николаевна Щербакова — советский хозяйственный и политический деятель, лауреат Государственной премии СССР за выдающиеся достижения в труде.

## Биография
Родилась в 1937 году.
В 1952—1953 годах — ученица школы фабрично-заводского обучения при Московском хлопковом комбинате «Трехгорная мануфактура» имени Дзержинского.
С 1953 года — ткачиха Московского хлопкового комбината «Трехгорная мануфактура» имени Дзержинского.
Окончила вечернюю среднюю школу в Москве.
Член КПСС с 1964 года.
В 1988—1991 годах — член Центральной избирательной комиссии СССР по выборам народных депутатов СССР.
За большой личный вклад в увеличение производства высококачественных товаров народного потребления была в составе коллектива удостоен Государственной премии СССР за выдающиеся достижения в труде 1986 года
Делегат XXVII съезда КПСС. Член Центральной Ревизионной Комиссии КПСС в 1986—1990 годах.
Жила в Москве.